# Herskere over Toscana
Denne artikel omfatter navne og årstal for Firenzes herskere og Toscanas fyrster (heri medtaget Tuscia i den ældre middelalder).

## Markgrever af Toscana (Tuscia) 812-1197
Bonifaci
Oprindeligt grever af Lucca, som udvidede deres magtområde til naboområderne:
- 797-810 eller 812 Wicheramo
- 810 eller 812-823 Bonifacius I den bayerske, stamfaderen til det bayerske dynasti eller Bonifacierne, blev udnævnt til dux i 812 og comes i 813
- 823-833 Bonifacius II af Toscana
- 833-838 Manfredus (ikke medlem af dette dynasti)
- 838-843 Agano (ikke medlem af dette dynasti)
- 843-884 Adalbert I af Toscana
- 884-915 Adalbert II af Toscana den Rige
- 915-929 Guido af Toscana
- 929-931 Lambert af Toscana

Huset Arles
Slægtninge til Hugo af Arles, konge af Italien (frankisk len), som fik hvervet efter at han havde fjernet efterkommerne af det foregående dynasti
- 931-936 Boso af Toscana
- 936-961 Humbert af Toscana
- 961-1001 Ugo af Toscana, den Store

Skiftende
- 1002-1012 Bonifacius III af Toscana
- 1014-1024 Rainier af Toscana

Huset Canossa
Efterkommere efter greven af Canossa.
- 1027-1052 Bonifacio IV af Toscana
- 1052-1055 Federico af Toscana
- 1052-1076 Beatrice af Lorraine, regent for Fedrico og Matilde, børn af Bonifacio IV
  - 1054-1069 Godfred I, som gemal for Beatrice
  - 1069-1076 Godfred II, som gemal for Matilde
- 1076-1115 Matilde af Toscana
  - 1089-1095 Welf, som gemal for Matilde

Skiftende
- 1120-1127 Konrad af Scheiern
- 1135-1139 Henrik X af Bayern
- 1139-1152 Ulrik af Attems
- 1152-1167 Welf VI (fortsatte regentskabet til 1173)
  - 1160-1163 Reginald Colonna, som modstander
  - 1163-1173 Ærkebiskop Cristian af Mainz, som kejserlig vikar
- 1195-1197 Filip af Schwaben (Hohenstaufer)

Herefter var Toscana opdelt i republikkerne Firenze, Pisa, Siena, Arezzo og Lucca. I løbet af det 15. århundrede skaffede republikken Firenze sig overmagten i Toscana.

## Herrer til Firenze 1434-1532[2]
- Cosimo de' Medici, de facto-hersker, 1434-1464
- Piero I de' Medici, den Gigtbrudne, de facto-hersker, 1464-1469
- Lorenzo il Magnifico, de facto-hersker, 1469-1492
- Piero II de' Medici, den Ulykkelige, de facto-hersker, 1492-1494, fordrevet fra byen
- Republikkens genskabelse 1494-1512, interregnum (republik) under den spanske invasion
  - Girolamo Savonarola, inspirator til en ny teokratisk styreform, 1494-1498, erklæret kætter, anklaget og brændt
  - Pier Soderini, bannerfører for livstid, 1502-1512, fordrevet fra byen
- Kardinal Giovanni de' Medici 1512-1513, valgt som pave Leo X
- Giuliano hertug af Nemours 1513-1516
- Lorenzo hertug af Urbino 1516-1518
- Kardinal Giulio de' Medici 1519-1523, valgt som pave Clemens VII
- Kardinal Ippolito de' Medici 1523-1527, fordrevet fra byen
- Alessandro de' Medici 1523-1527, fordrevet fra byen
- Den genskabte republik 1527-1530, styret af Assedio af Firenze
- Alessandro de' Medici 1530-1532, genindsat som hertug

## Hertuger af Firenzeaf husetMedici, 1532-1569
- Alessandro de' Medici 1532-1537, snigmyrdet
- Cosimo I de' Medici 1537-1569, udnævnt til storhertug af Toscana

## Storhertuger af Toscanaaf husetMedici, 1569-1737
- Cosimo I de' Medici 1569-1574, abdiceret
- Francesco I de' Medici 1574-1587, død under ikke klarlagte omstændigheder
- Ferdinando I de' Medici 1587-1609
- Cosimo II de' Medici 1609-1621
- Ferdinando II de' Medici 1621-1670
- Cosimo III de' Medici 1670-1723
- Gian Gastone de' Medici 1723-1737

## Storhertuger af ToscanaafHuset Habsburg-Lothringen, 1737-1801
- Frans 2. Stephan 1737-1765, valgt til tysk-romersk kejser
  - Marc af Beauvau, fyrste af Craon 1737-1749, præsident for regentrådet
  - Emmanuel af Nay, greve af Richecourt 1749-1757, præsident for regentrådet
  - Antoniotto Botta Adorno 1757-1766, præsident for regentrådet
- Peter Leopold 1765-1790, valgt som tysk-romersk kejser i 1790
- Ferdinand III 1790-1801, fordrevet ved Napoleon Bonapartes invasion

## Konger af Etrurienaf husetBourbon-Parma, 1801-1807
- Ludvig 1. af Etrurien 1801-1803
- Ludvig 2. af Etrurien 1803-1807, under formynderskab af Maria Luisa af Spanien
- Toscana annekteret af Frankrig, 1807-1814, idet Elisa Bonaparte Baciocchi først blev udnævnt til dronning og derefter til storhertuginde – begge dele kun af navn

## Storhertuger af ToscanaafHuset Habsburg-Lothringen, 1814-1860
- 1814-1824 Ferdinand III (genindsat)
- 1824-1848 Leopold II
- 1848-1849  provisorisk republik
- 1849-1859 Leopold II (genindsat)
- 1859-1860 Ferdinand IV
- 1860,Toscana annekteret af Kongeriget Piemonte-Sardinien.